# Distretto di Krāslava
Il distretto di Krāslava (in lettone Krāslavas Rajons) è stato uno dei 26 distretti della Lettonia nella regione storico-culturale della Letgallia.	
Il distretto è stato costituito nel 1949.
Gran parte del distretto era situato sulla sponda destra del fiume Daugava che lo attraversa.
Nel distretto si trovavano 273 laghi per una superficie complessiva pari al 5% del territorio del distretto che è spesso chiamato la terra dei laghi blu.
La popolazione era composta per il 48,7% da lettoni, per il 24,7%  da russi, per il 17,0%  bielorussi e da un rimanente 9,6% di altre etnie.
In base alla nuova suddivisione amministrativa è stato abolito a partire dal 1º luglio 2009

## Comuni
Appartenevano al distretto due città (dati del 2005):
- Krāslava
- Dagda

e i seguenti comuni:
- Andrupene,
- Andzeļi,
- Asūne,
- Auleja,
- Bērziņi,
- Ezernieki,
- Grāveri,
- Indra,
- Izvalta,
- Kalnieši,
- Kaplava,
- Kastuļina,
- Kombuļi,
- Konstantinova,
- Ķepova,
- Piedruja,
- Robežnieki,
- Skaista,
- Svariņi,
- Šķaune,
- Šķeltova
- Ūdrīši